# Mamakański Zbiornik Wodny
Mamakański Zbiornik Wodny (ros. Мамаканское водохранилище) – zbiornik wodny w azjatyckiej części Rosji (obwód irkucki) na rzece Mamakan.
Leży w dolinie Witimu u podnóża Wyżyny Północnobajkalskiej; powierzchnia 10,82 km²; długość 30 km, szerokość do 0,5 km; maksymalna głębokość 45 m; pojemność 0,197 km³. Powstał w wyniku zbudowania zapory Mamakańskiej Elektrowni Wodnej.